# 旧野首教会

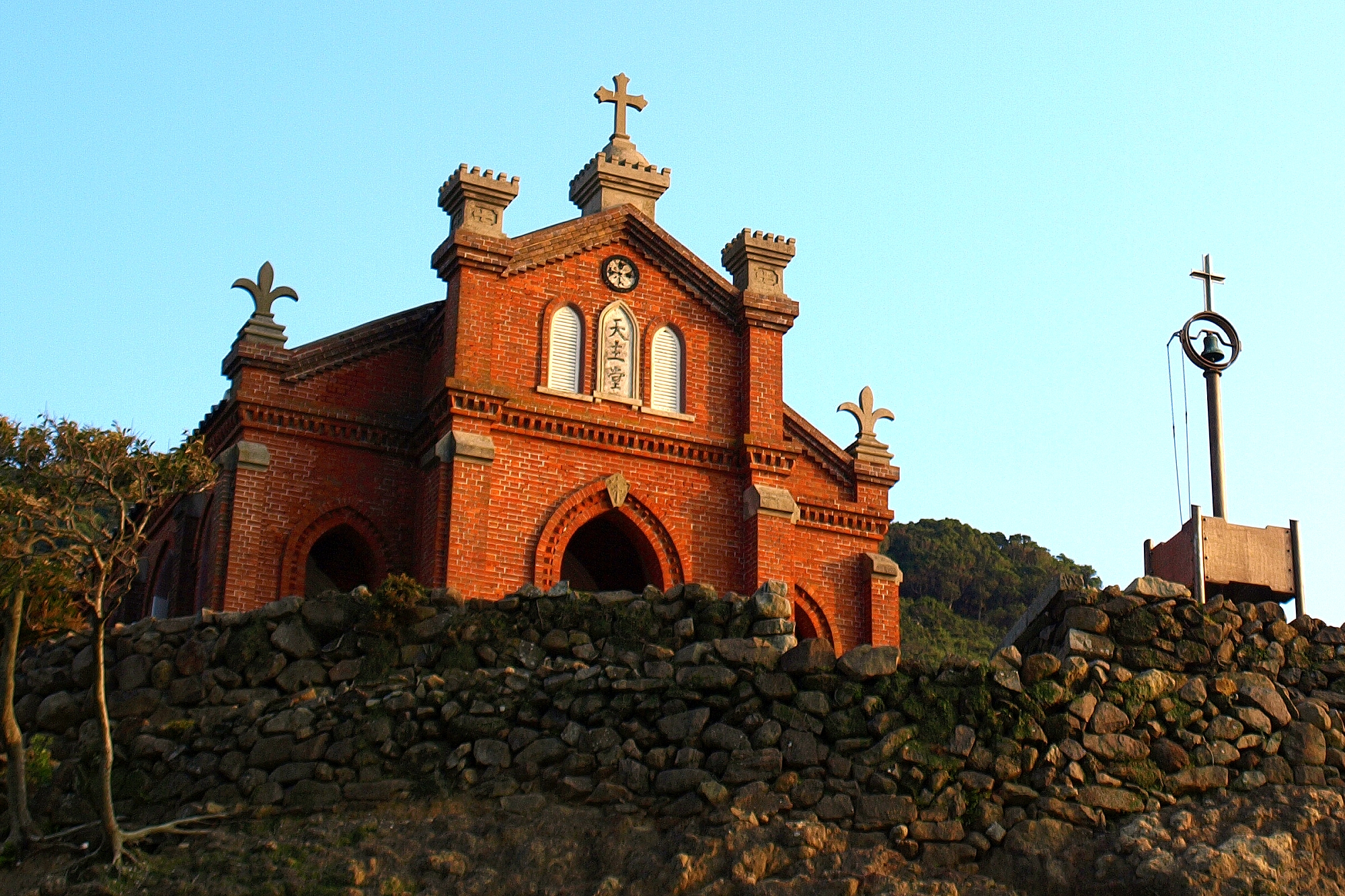
旧野首教会（2010年10月2日）

旧野首教会（きゅうのくびきょうかい）は、長崎県の五島列島の野崎島（北松浦郡小値賀町）にあるキリスト教（カトリック）の聖堂である。現在、野崎島は無人島となっており、教会としては使用されていないが、1989年（平成元年）に長崎県指定有形文化財に指定され、ユネスコの世界遺産（文化遺産）候補で2018年に登録審査が決まり、同年6月30日に世界遺産登録が決定した「長崎と天草地方の潜伏キリシタン関連遺産」を構成する「野崎島の集落」（野首集落跡）に包括される教会である。

## 教会の保護者
- 聖フランシスコ・ザベリオ

## 歴史

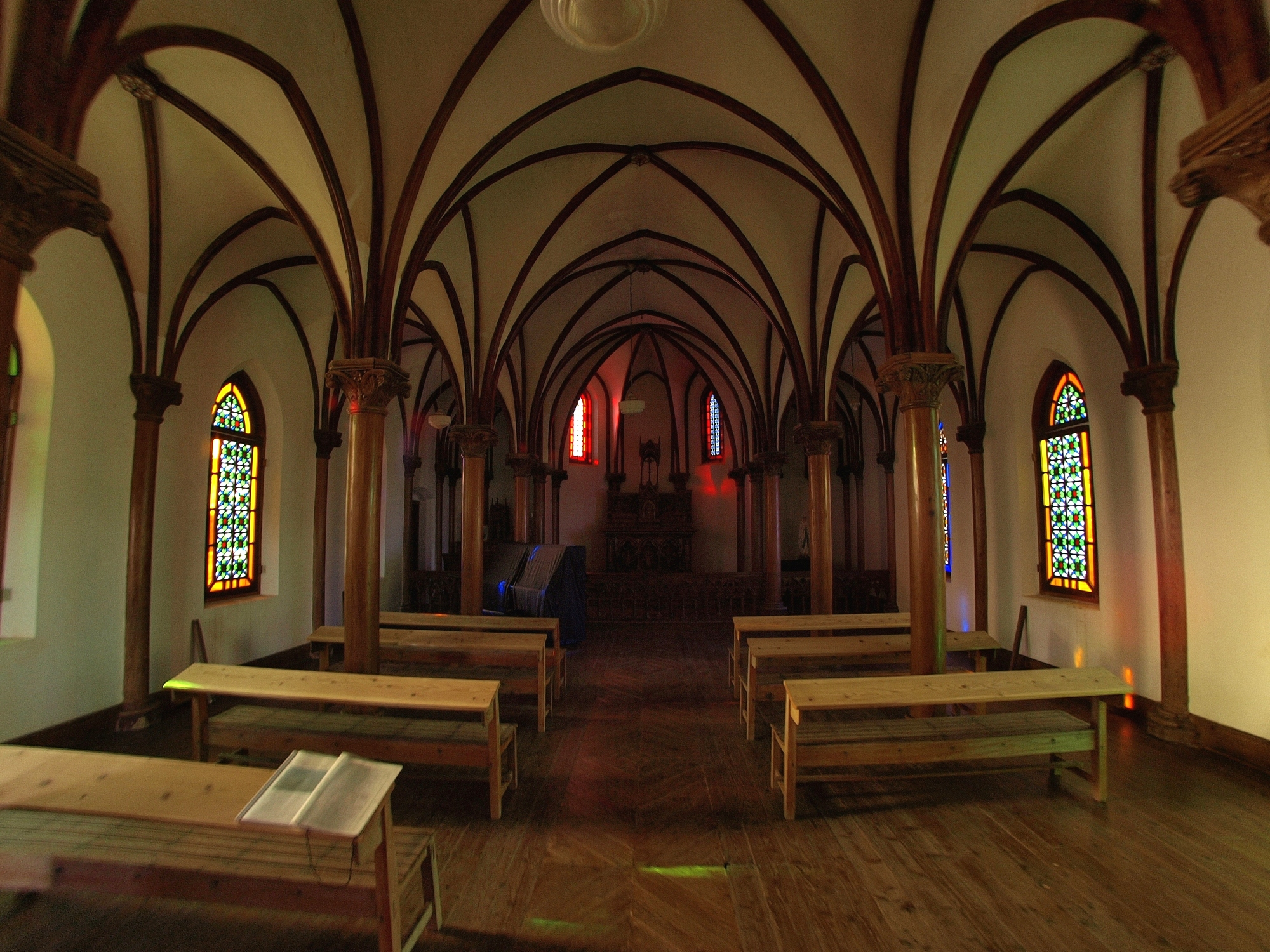
内部の様子（許可を得て撮影）

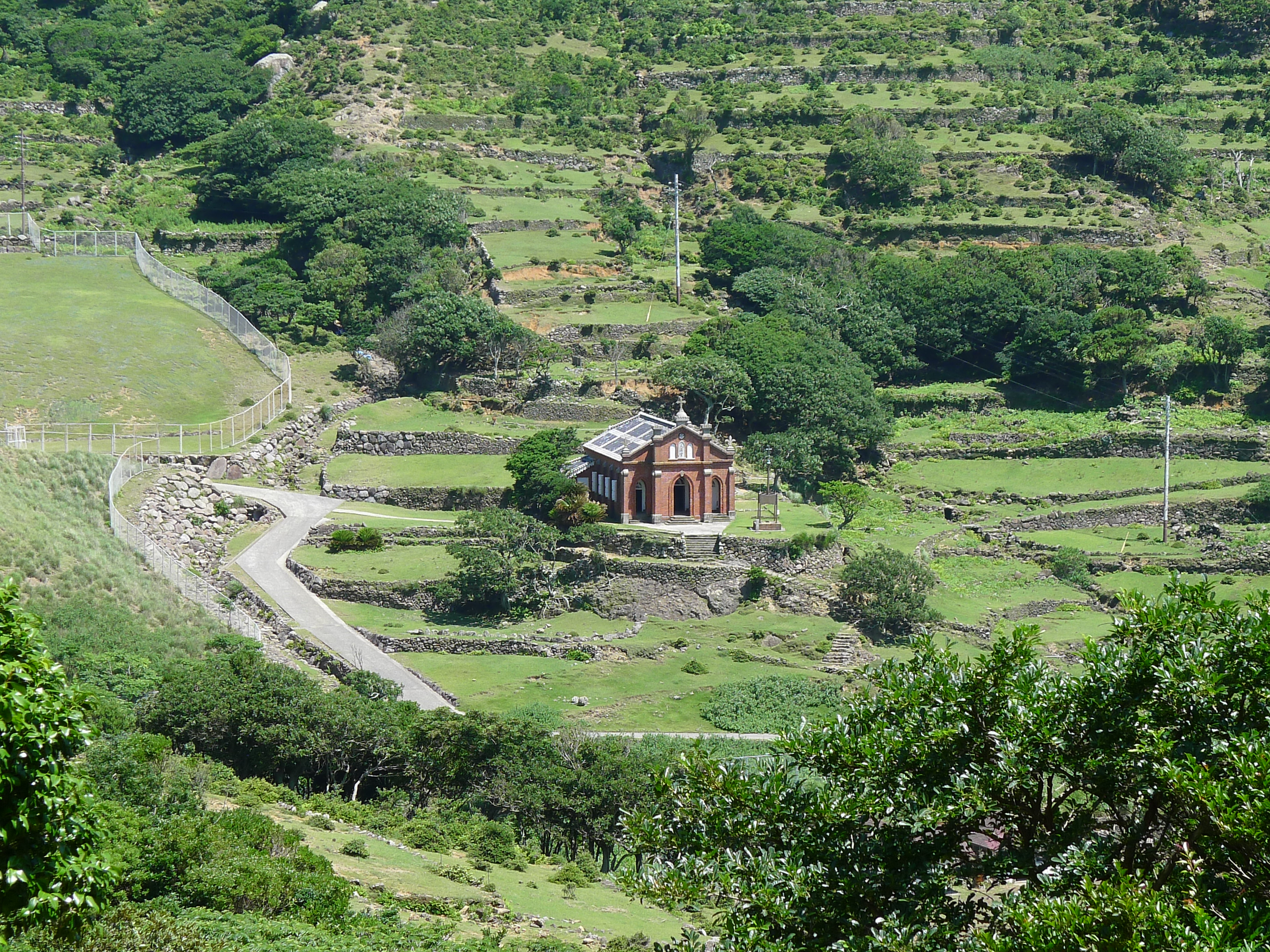
野首集落跡の中の旧野首教会

1800年前後の寛政の時代に、大村藩領のキリシタンが五島藩の依頼により五島列島へ移住していった中で、平戸藩領だった野崎島の野首地区に移住した２家族７人がおり、この地の信仰のはじまりとなったと言われている。
明治時代になっても政府が徳川幕府の禁教令を踏襲したため、野崎島の信者たちは1868年に島根県隠岐島沖の竹島を目指すが失敗する。翌年には平戸に連行され弾圧を受けるが、平戸監獄服役中に信仰の自由が認められて野崎島へ戻っている。
それまでにも木造教会を使用していたが、野首地区に住む17世帯の信者たちが費用を工面し、1907年（明治40年）に本格的な教会建築に乗り出し、翌1908年（明治41年）に野首教会が完成する。その年の10月25日に献堂式が行われた。設計・施工にあたったのは、五島をはじめ長崎県やその周辺で多くの教会建築を手がけた鉄川与助で、野首教会は彼が初めて手がけた煉瓦造りの聖堂だった。
野崎島の島民は最盛期には約650人であったが、高度経済成長期になると島民が減少し、1971年（昭和46年）に残っていた野首地区のカトリック信徒6世帯31人が島を去り、教会は無人となった。その後、教会は荒れ果てていたが、1989年（平成元年）に長崎県指定有形文化財に指定され、小値賀町によって修復された。
なを、野崎島には野首地区のほかにもうひとつキリシタンの集落が、森を挟んで４キロ南の舟森（瀬戸脇）にも存在した。こちらにも瀬戸脇教会があったが、1966年（昭和41年）に、最後まで残っていた住民45人が一斉に移住したため、教会は解体された。
野崎島には1990年代まではわずかに住民が残っていたが、2001年以降無人島となっている。なお、教会は野首地区の廃校を利用した特定非営利活動法人おぢかアイランドツーリズム協会の野崎島自然学塾村が管理を委託されており、野崎島への渡島に際しては同協会への事前連絡が必要で、その際に教会参観の申し込みをしておけば当日施錠を解いておいてくれる。

## 建物概要
- 煉瓦造平屋・瓦葺き屋根
- リブ・ヴォールト天井
- 設計・竣工：鉄川与助

## 所在地
〒857-4709 長崎県北松浦郡小値賀町野崎郷692-1